# JenTower
La JenTower, aussi orthographié Jentower, est un gratte-ciel situé à Iéna en Allemagne, construit à l'époque de la RDA. Avec 144,5 mètres (avec pointe d'antenne 159,60 mètres), c'est l'immeuble de bureaux le plus haut des nouveaux Länder.
Il compte 31 étages, dont 2 sous-sols et 29 étages supérieurs. La tour repose sur une dalle de béton de 3, 20 mètres d'épaisseur. Son diamètre est de 33 mètres. La façade en verre comporte 56 fenêtres par étage, soit un total de 1456 fenêtres. La surface de plancher nette est d'environ 23 000 m². Un centre commercial d'environ 6 000 m² de magasins est relié à l'immeuble ainsi qu'un parking souterrain de 200 places. Le Jentower appartient actuellement (décembre 2020) à la société Saller Gewerbebau.

## Histoire
Dans les années 1960, le Conseil des ministres de la RDA veut d'accélérer la construction et le réaménagement des grandes villes du pays. Les soi-disant « villes dominantes » doivent donner aux centres-villes historiques une nouvelle apparence « socialiste » et dominer tous les autres bâtiments, en particulier les tours des églises. L'architecte Hermann Henselmann est chargé de concevoir une tour ronde pour Iéna, censée symboliser un téléscope. Le bâtiment doit être utilisé comme centre de recherche du combinat Carl Zeiss Jena.
En juin 1969, le quartier historique résidentiel et commercial autour de l'Eichplatz, épargné par la Seconde Guerre mondiale, est démoli afin de gagner de la place pour la tour. La première pierre est posée le 30 avril 1970. Pour des raisons de coût, le bâtiment n'a pu être mis en œuvre que dans une version réduite de la conception originale d'Henselmann.
Le bâtiment est inauguré le 2 octobre 1972. Comme il n'y avait plus besoin de l'utiliser pour Carl Zeiss, le bâtiment est remis à l'Université d'Iéna.
Après 1995, l'université quitte la tour. Le bâtiment désormais vacant est mis en vente par le propriétaire, l'État de Thuringe. Saller Gewerbebau GmbH remporte l'enchère pour le prix d'achat symbolique de 1 DM.
Des travaux de rénovation commencent en 1999. L'ancienne façade est démolie et remplacée par une nouvelle façade en verre. Les bâtiments à la base sont détruits et remplacés. La tour reçoit deux étages supplémentaires ainsi qu'une structure d'antennes et atteint une hauteur de 149 mètres. Après l'élévation de l'antenne de la tour en 2004, la Jentower mesure 159,60 mètres de haut.
A partir du 12 octobre 2020, les lettres sur la façade depuis la rénovation de 2000 et visibles de loin, sont démontées. Intershop Communications AG, auparavant locataire principal de la tour, déménage son siège social à 400 mètres à l'est dans un bâtiment nouvellement construit à Steinweg. 

## Utilisation
La tour est principalement utilisée comme immeuble de bureaux. Le locataire principal avec environ la moitié de l'espace jusqu'en décembre 2020 était Intershop Communications AG, qui jusqu'alors y avait son siège. D'autres entreprises du secteur informatique se sont installées à proximité de l'entreprise, dont certaines sont issues d'Intershop.
Outre l'université Friedrich Schiller, les autres locataires sont la Deutsche Effecten- und Wechsel-Beteiligungsgesellschaft, IKS Garamond Verlag et ePages. Le 27e étage est transformé en hôtel fin 2012 et est à 120 mètres le deuxième plus haut hôtel d'Allemagne dans un immeuble.  Aux 28e et 29e étage se trouve un restaurant et une plate-forme d'observation publique. Au 29e se trouvent également des systèmes de transmission de plusieurs opérateurs de téléphonie cellulaire qui utilisent le système d'antennes du bâtiment.
Le bâtiment est désigné par différents noms. Le nom officiel est Jentower et était Intershop Tower jusqu'en décembre 2020. Familièrement, cependant, les anglicismes sont rarement utilisés ; le bâtiment est souvent appelé « Uniturm », « Intershop Tower », « biscuit roll », « Uni-Hochhaus » ou simplement « la tour ».

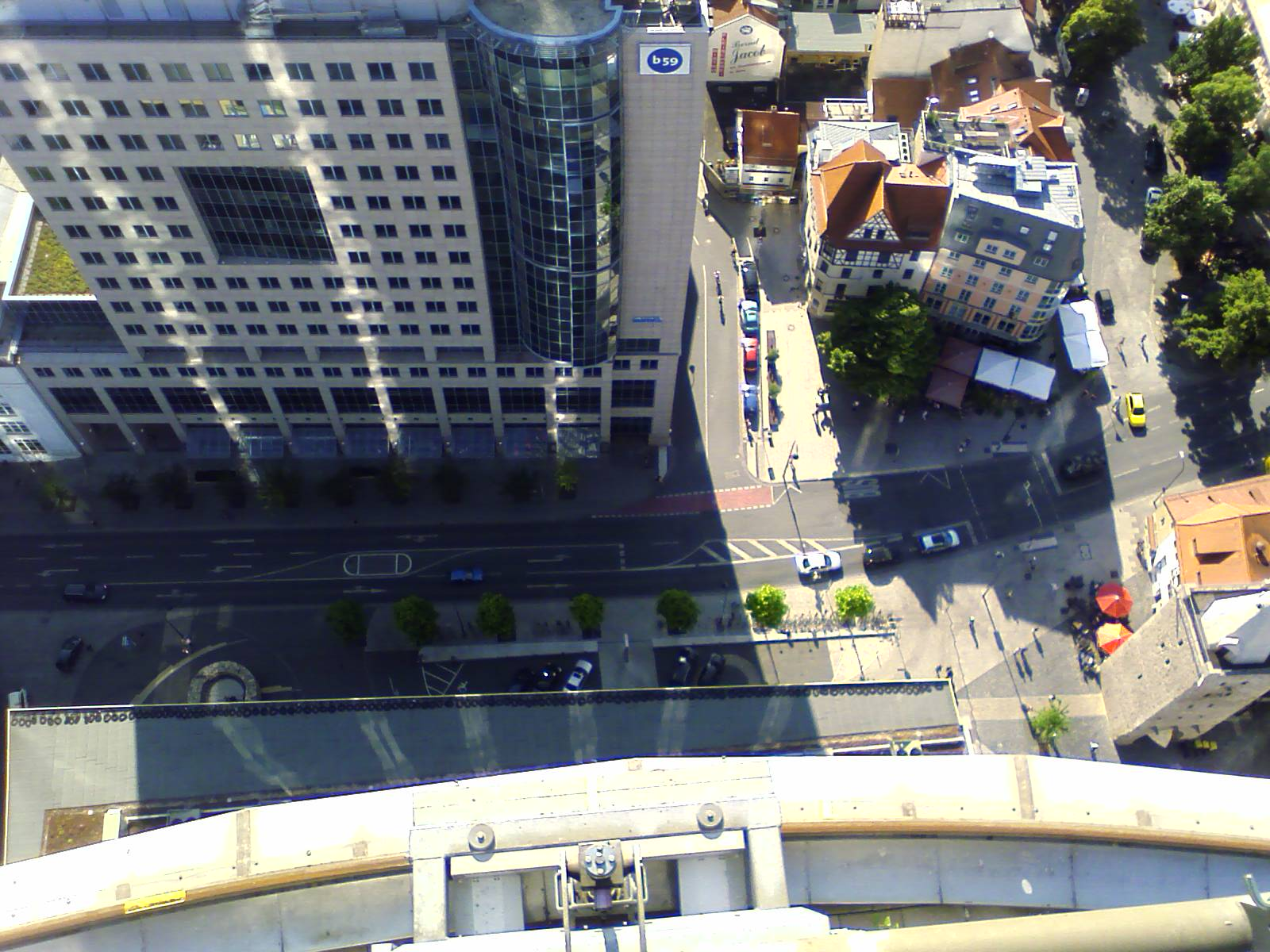
Vue depuis le toit de la Jentower sur la B59.
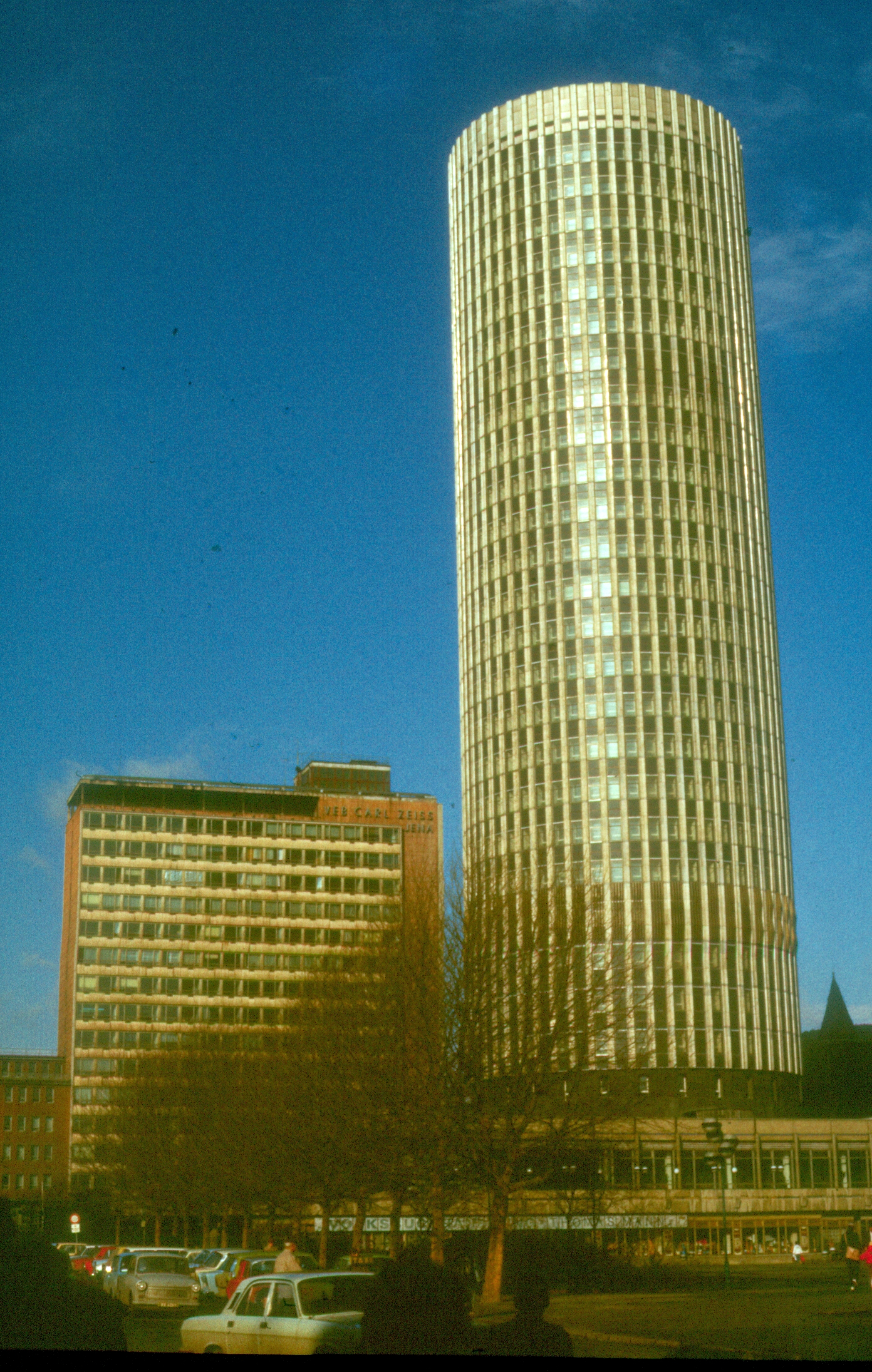
Tour de l'université Iéna avant rénovation, 1990.
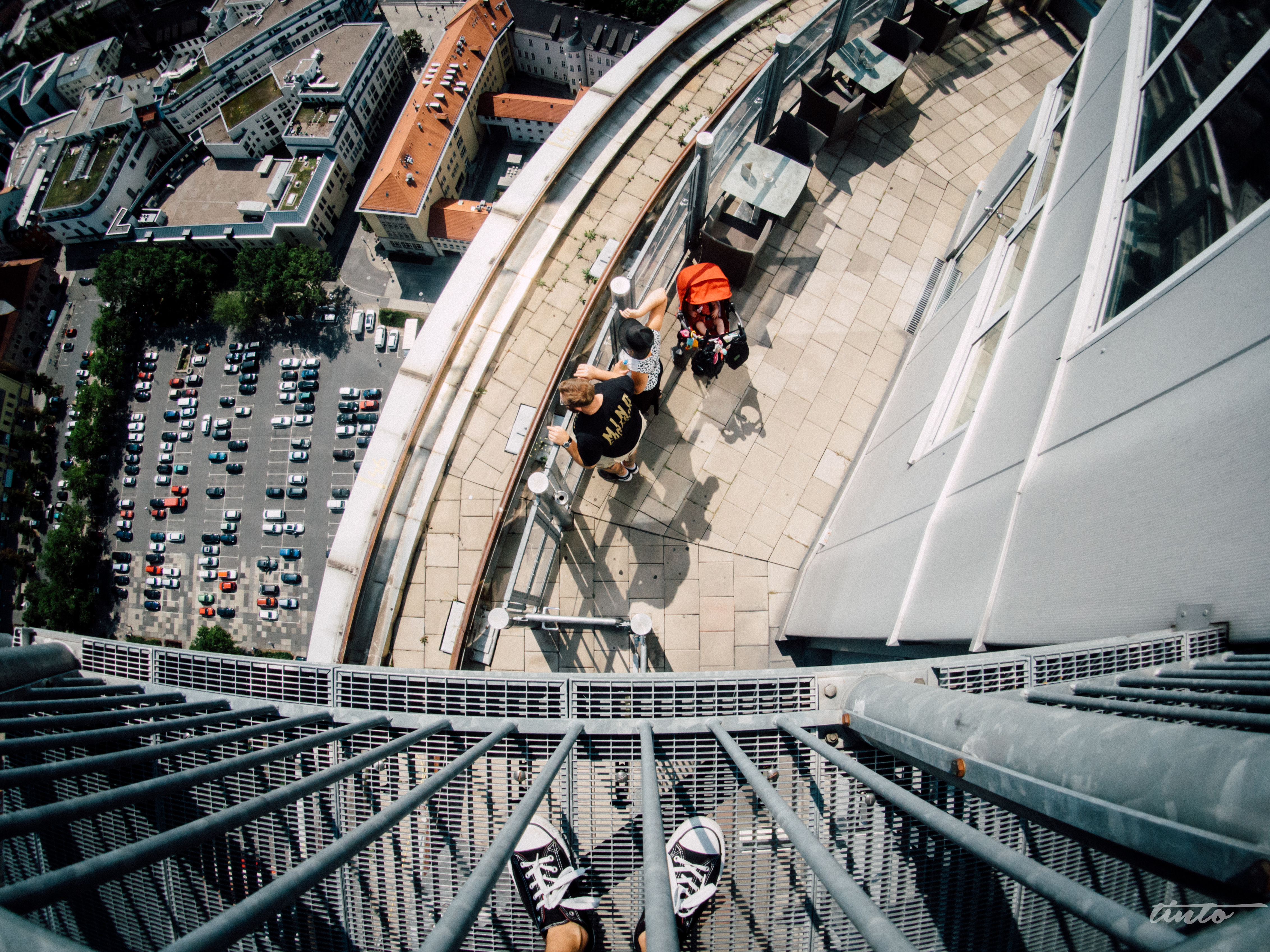
Plate-forme d'observation sur la JenTower.